# 너를 만나지 않았더라면
《너를 만나지 않았더라면》(중국어 간체자: 假如没有遇见你, 정체자: 假如没有遇見你, 병음: Jiǎ rú méi yǒu yù jiàn nǐ 자루메이유위젠니[*], 한자음: 가여몰유우견니, 영어: Imagine Me Without You 이매진 미 위드아웃 유[*])은 중국의 텔레비전 드라마이다.

## 등장 인물
- 펑더우더우 (彭豆豆) - 라이민 역
- 사오위퉁 (邵伟桐) - 딩이저우 역
- 왕룬쩌 (王润泽) - 린커 역
- 하오원팅 - 윤지에 역
- 왕판 (王凡) - 랑사오 역